# The Last Mile
The Last Mile è una canzone del gruppo musicale statunitense Cinderella, pubblicata come quarto ed ultimo singolo dal secondo album della band, Long Cold Winter nel 1989. Ha raggiunto la posizione numero 36 della Billboard Hot 100 e la numero 18 della Mainstream Rock Songs negli Stati Uniti.
Come in diversi altri brani dell'album, anche in questo emergono le influenze blues rock che cominceranno sempre più a contaminare la proposta musicale della band, trovando il loro culmine nel disco successivo Heartbreak Station del 1990.

## Tracce
7" Single A|B PolyGram 872 148-7
1. Coming Home – 3:52
2. Long Cold Winter – 5:24

## Classifiche
| Classifica (1989)             | Posizione massima |
| ----------------------------- | ----------------- |
| Stati Uniti                   | 36                |
| Stati Uniti (mainstream rock) | 18                |